# Baganibrücke
Die Bagani-Brücke (englisch Bagani Bridge) ist eine Straßenbrücke über den Okavango bei Bagani und Divundu im Nordosten von Namibia. Sie liegt rund 17 Kilometer östlich der Ortschaft Mukwe und rund 20 Kilometer nördlich der Popafälle. Die Betonbrücke spannt über drei Felder und hat eine Gesamtlänge von 120 Metern.
Die Baganibrücke wurde (ebenso wie die Kongolabrücke) im Jahre 2004 fertiggestellt und ist wichtiger Teil der Trans-Caprivi-Fernstraße (B8). Sie war die einzige Okavangoquerung für Hunderte von Kilometern, bevor 2022 die Okavango River Bridge in Botswana eröffnet wurde. Östlich der Baganibrücke beginnt der Bwabwata-Nationalpark. 